# Pegomya brunnescens
Pegomya brunnescens este o specie de muște din genul Pegomya, familia Anthomyiidae, descrisă de Wei în anul 1988. Conform Catalogue of Life specia Pegomya brunnescens nu are subspecii cunoscute.